# Silvretta-Hütte
Die Silvrettahütte (auch: Silvretta-Hütte, früher: Silvretta-Heim) ist eine Berghütte der Vorarlberger Naturfreunde in der Silvretta auf 1994 m ü. A.

## Lage
Die Hütte liegt westlich unterhalb der Staumauer des Silvretta-Stausees im Großvermunt im Silvrettadorf, Bielerhöhe, Gaschurn (Partenen, Vorarlberg, Österreich). Mit 1. Januar 2019 wurde die bisherige Hütte aufgegeben und ein neues Haus im Silvretta-Dorf bezogen (Haus Nr. 1). Das bisherige Gebäude lag auf einer Höhe von 1994 m ü. A. und bot 19 Schlafplätze. Die Silvretta-Hütte ist nur im Rahmen von Kursangeboten der Naturfreunde geöffnet. Öffnungszeiten der Hütte sind daher vom Ausbildungs-Kursprogramm abhängig. In unmittelbarer Nähe befindet sich das Madlenerhaus.

## Geschichte
Das Silvrettadorf entstand großteils etwa vor 1938. Ein relevanter Teil der damals entstandenen Baracken wurde nach dem Bau der Staumauern wieder abgebrochen. Die frühere Silvretta-Hütte wurde dabei als Waschhaus für die Arbeiter der Staudammprojekte errichtet und blieb erhalten. Das Haus gehört, wie die meisten anderen umliegenden Gebäude, der illwerke vkw AG.
Die bisherige Silvretta-Hütte wurde ab 2. Oktober 1982 von den Naturfreunden gemietet und bis zum 31. Dezember 2018 als Bergsteigerunterkunft genutzt. Der Stützpunkt im Silvrettadorf wird auch mit der neuen Unterkunft für Alpintouren und Alpinausbildungen von Erwachsenen und Kindern im Sommer und Winter genutzt. Am 23. Juli 1987 besuchte der spätere Bundeskanzler und Bundesparteivorsitzende der SPÖ, Franz Vranitzky, die frühere Silvretta-Hütte (das alte Waschhaus).

## Anreise

### Sommer
- Zu Fuß von Partenen (1027 m ü. A.) etwa 3½ Stunden und von Galtür (1584 m ü. A.) etwa 2½ Stunden.
- Im Sommer ist die Hütte mit dem Auto über die Silvretta-Hochalpenstraße sowohl über das Montafon als auch vom Paznauntal zu erreichen. Parkplatz 60 m entfernt.
- Mit der Bahn kann bis Schruns (von Westen, Vorarlberg) bzw. Landeck (von Osten, Tirol) gefahren werden und anschließend mit dem Postbus zur Bielerhöhe bzw. Alpe Vermunt.

### Winter
Im Winter kann nur von Partenen aus mit der Vermuntbahn zur Bergstation und von dort mit einem Kleinbus (Tunneltaxibus) durch zwei Stollen bis zur Silvrettahütte gefahren werden.

## Sport

### Sommer
Markierte Wanderwege führen z. B. zur Saarbrücker Hütte (2538 m ü. A., rund 3 Std.), Wiesbadener Hütte (2443 m ü. A., etwa 2½ Std.), Jamtalhütte (2165 m ü. A., etwa 5½ Std.) oder zur Silvrettahütte (Graubünden, Schweiz, 2341 m ü. M., rund 4½ Std.). Anspruchsvolle Bergtouren sind z. B. auf den Piz Buin (3312 m ü. A., rund 6 Std.), Dreiländerspitze (3197 m ü. A., etwa 5 Std.), Hohes Rad (2934 m ü. A., rund 4½ Std.), Bielerspitze (2545 m ü. A., etwa 1½ Std.), Großes Seehorn (3121 m ü. A., etwa 4½ Std.) oder den Großlitzner (3109 m ü. A., etwa 5 Std.) möglich. Einfachere Wanderung z. B. auf den Hennekopf (2706 m ü. A.).

### Winter
Ca. 500 m entfernt befindet sich ein Übungsschlepplift und etwa 60 m entfernt eine Langlaufloipe. Anspruchsvolle Skitouren sind z. B. möglich auf die Schneeglocke (3322 m ü. A., etwa 5 Std.), Rauher Kopf (3110 m ü. A., etwa 4½ Std.), Winterberg (2929 m ü. A.,  etwa 5½ Std.) oder die Kromerspitz (2845 m ü. A., 4½ Std.). Eine leichtere Tour bildet der Aufstieg auf den Hennekopf.

## Karten
- Alpenvereinskarte 26 Silvrettagruppe (1:25.000)